# ILike
iLike era un servicio en línea que permitía a los usuarios descargar y compartir música. Fundado por los hermanos Ali Partovi y Hadi Partovi, el sitio web utilizaba una barra lateral que se utilizaba con iTunes de Apple o Windows Media Player de Microsoft. El programa y la barra lateral no eran necesarios para utilizar el sitio, pero permitían descubrir nuevos artistas con facilidad. El sitio atrajo alrededor de medio millón de usuarios en los primeros cuatro meses después de su lanzamiento. Según las últimas declaraciones de la empresa, más de 60 millones de consumidores se registraron para utilizar iLike directamente en iLike.com o utilizando las aplicaciones creadas por iLike para redes sociales de terceros como Facebook. iLike también creó un panel de control de «publicación posterior de una sola vez en todas partes» para artistas, tanto artistas de sellos importantes como artistas independientes.
En octubre de 2007, iLike anunció que se asociaría con Billboard para crear nuevas listas que mostraran las 25 canciones «más agregadas» de la semana a las bibliotecas de música personales.
El 19 de agosto de 2009, se anunció que MySpace adquiriría iLike.
A partir del 7 de febrero de 2012, el sitio web iLike se cerró y, en su lugar, redirigía a los usuarios a una página especial de MySpace Music que mostraba un banner que anuncia el cierre.

## Financiamiento
iLike recibió financiación privada de contribuyentes como Ticketmaster, Khosla Ventures, Bob Pittman y otros inversores.

## Aplicación de Facebook
iLike tenía una aplicación gratuita de Facebook que permitía a los usuarios reproducir clips de la música que les gustaba en su perfil, mostrar los conciertos a los que iban a asistir y realizar cuestionarios de trivia sobre música. La aplicación tuvo un gran éxito después de su lanzamiento, convirtiéndola en una de las aplicaciones más populares en la plataforma de Facebook. En noviembre de 2007, iLike tenía más de 15 millones de usuarios. Con el lanzamiento de las páginas de Facebook, iLike creó páginas para bandas. Una función similar también estaba disponible para la red Bebo.
En abril de 2009, iLike cambió el nombre de esta aplicación a simplemente «Music» (Música) para mantener la coherencia con otras aplicaciones de Facebook.
El sitio web y la aplicación de Facebook ya no existen más.

## Negociaciones de adquisición por parte de Apple
En 2008, los fundadores de iLike estaban en conversaciones para que Apple la adquiriera. Ali Partovi, Hadi Partovi y Nat Brown de iLike se reunieron con Steve Jobs y Eddy Cue de Apple. Jobs quedó impresionado con el producto y el equipo, y ofreció comprar la empresa por 50 millones de dólares. Ali Partovi insistió: «Creo... sé que valemos tres veces más», un engaño que Jobs detectó y provocó que las negociaciones terminaran. En 2009, iLike se vendió a MySpace por una valoración menor.